# ユーリ・チェスノコフ
ユーリ・チェスノコフ（ロシア語: Юрий Борисович Чесноков
、1933年1月22日 - 2010年5月30日）は、ロシアの男子バレーボール選手。

## 来歴
1960年と1962年の世界選手権に出場して優勝した。1964年東京オリンピックに出場して金メダルを獲得した。1972年ミュンヘンオリンピックと1976年モントリオールオリンピックではソビエト男子代表の監督を務めた。国際バレーボール連盟の副会長を務めた。